# Gançaria
Gançaria is een plaats (freguesia) in de Portugese gemeente Santarém en telt 556 inwoners (2001).